# Robert Flemyng
Robert Flemyng, OBE (Liverpool, 3 gennaio 1912 – Londra, 22 maggio 1995), è stato un attore britannico.

## Biografia
Dopo gli studi al Haileybury and Imperial Service College, frequentò la facoltà di medicina e iniziò la sua carriera di attore mentre era ancora studente. Lasciata l'università, fece il suo debutto sul palcoscenico nei primi anni trenta, lavorando sia a Londra che a Broadway. La sua prima apparizione cinematografica risale al 1937 nella commedia sentimentale Così comincia l'amore.
Durante la seconda guerra mondiale fu assegnato al Royal Army Medical Corps, raggiungendo il grado di colonnello. Nel 1941 fu insignito della Military Cross, la Menzione nei dispacci e nel 1944 ricevette l'onorificenza dell'Ordine dell'Impero Britannico per meriti militari.
Nel dopoguerra Flemyng riprese la carriera artistica e apparve in numerosi film britannici degli anni quaranta e cinquanta, tra i quali sono da ricordare The Guinea Pig (1948), nel ruolo di un insegnante idealista, il dramma poliziesco I giovani uccidono (1950), in cui interpretò il sergente Roberts accanto a Dirk Bogarde, e L'inchiesta dell'ispettore Morgan (1959) di Joseph Losey, in cui vestì i panni di Sir Brian Lewis, un alto funzionario di polizia. A Hollywood interpretò un ruolo da coprotagonista nella commedia musicale Cenerentola a Parigi (1957) con Fred Astaire e Audrey Hepburn. 
Il film per cui Flemyng è probabilmente meglio conosciuto è l'horror di produzione italiana L'orribile segreto del dr. Hichcock (1962), diretto da Riccardo Freda, in cui interpretò da protagonista il ruolo di Bernard Hichcock, un grande chirurgo e rispettabile professore universitario, che è al tempo stesso un necrofilo. Il successo del film consentì a Flemyng di 
recitare in un altro film dell'orrore durante gli anni sessanta, Mostro di sangue (1968), una produzione a basso budget in cui all'ultimo momento prese il posto di Basil Rathbone. Altro ruolo di rilievo nel decennio fu quello del sardonico capo dei Servizi Segreti britannici in Quiller Memorandum (1966), cui fecero seguito La spia dal naso freddo (1966), e Chiamata per il morto (1967).
Flemyng continuò a lavorare per il cinema e la televisione fino agli anni novanta. Partecipò ad alcune notevoli produzioni, come Il tocco della medusa (1978), con Richard Burton, Lino Ventura e Lee Remick, e I 39 scalini (1978). Tra le sue ultime apparizioni sul grande schermo, da ricordare quelle nei film Delitti e segreti (1991) di Steven Soderbergh e Viaggio in Inghilterra (1993) di Richard Attenborough.
Dal matrimonio con Carmen Martha Sugars (morta nel 1994), Flemyng ebbe una figlia. Colpito da un ictus invalidante, l'attore morì nel 1995 per le complicazioni di una polmonite, all'età di 83 anni.

## Filmografia parziale

### Cinema
- Così comincia l'amore (Head Over Heels), regia di Sonnie Hale (1937)
- Vigilia di nozze (Bond Street), regia di Gordon Parry (1948)
- The Guinea Pig, regia di Roy Boulting (1948)
- Alto tradimento (Conspirator), regia di Victor Saville (1949)
- I giovani uccidono (The Blue Lamp), regia di Basil Dearden (1950)
- Stupenda conquista (The Magic Box), regia di John Boulting (1951)
- The Holly and the Ivy, regia di George More O'Ferrall (1952)
- La poltrona vuota (Cast a Dark Shadow), regia di Lewis Gilbert (1955)
- L'uomo che non è mai esistito (The Man Who Never Was), regia di Ronald Neame (1956)
- Cenerentola a Parigi (Funny Face), regia di Stanley Donen (1957)
- La ragazza di provincia (Let's Be Happy), regia di Henry Levin (1957)
- Terra di ribellione (Windom's Way), regia di Ronald Neame (1957)
- L'inchiesta dell'ispettore Morgan (Blind Date), regia di Joseph Losey (1959)
- Quasi una truffa (A Touch of Larceny), regia di Guy Hamilton (1960)
- L'orribile segreto del dr. Hichcock, regia di Riccardo Freda (1962)
- U 153 agguato sul fondo (Mystery Submarine), regia di C.M. Pennington-Richards (1962)
- Quiller Memorandum (The Quiller Memorandum), regia di Michael Anderson (1966)
- La spia dal naso freddo (The Spy with a Cold Nose), regia di Daniel Petrie (1966)
- Chiamata per il morto (The Deadly Affair), regia di Sidney Lumet (1967)
- Mostro di sangue (The Blood Beast Terror), regia di Vernon Sewell (1968)
- Galaxy Horror (The Body Stealers), regia di Gerry Levy (1969)
- Oh che bella guerra! (Oh! What a Lovely War), regia di Richard Attenborough (1969)
- I lunghi giorni delle aquile (Battle of Britain), regia di Guy Hamilton (1969)
- Spirale di fuoco (The Firechasers), regia di Sidney Hayers (1971)
- Gli anni dell'avventura (Young Winston), regia di Richard Attenborough (1972)
- In viaggio con la zia (Travels with My Aunt), regia di George Cukor (1972)
- Appuntamento con l'oro (Golden Rendezvous), regia di Ashley Lazarus, Freddie Francis (1977)
- Il tocco della medusa (The Medusa Touch), regia di Jack Gold (1978)
- I 39 scalini (The Thirty Nine Steps), regia di Don Sharp (1978)
- Paris by Night, regia di David Hare (1988)
- Delitti e segreti (Kafka), regia di Steven Soderbergh (1991)
- Viaggio in Inghilterra (Shadowlands), regia di Richard Attenborough (1993)

### Televisione
- The Alcoa Hour – serie TV, episodi 1x01-2x06 (1955-1956)
- The DuPont Show of the Month – serie TV, episodio 1x09 (1958)
- Agente speciale (The Avengers) – serie TV, episodio 5x21 (1967)
- Attenti a quei due (The Persuaders!) – serie TV, episodio 1x06 (1971)
- I Professionals (The Professionals) – serie TV, 1 episodio (1983)

## Doppiatori italiani
- Giuseppe Rinaldi in L'uomo che non è mai esistito, Terra di ribellione, L'inchiesta dell'ispettore Morgan
- Gualtiero De Angelis in L'orribile segreto del dr. Hichcock
- Arturo Dominici in Chiamata per il morto
- Gianfranco Bellini in Alto tradimento